# La Pasera (Los Santos)
La Pasera es un corregimiento ubicado en el distrito de Guararé en la provincia panameña de Los Santos. En el año 2010 tenía una población de 897 habitantes y una densidad poblacional de 43,5 personas por km².

## Toponimia
Probablemente deriva de "pasadera",o sea lugar de tránsito ya que por allí transitaban hacia otras comunidades.